# Parafia Zaśnięcia Najświętszej Maryi Panny w Ostrowiu Północnym
Parafia Zaśnięcia Przenajświętszej Bogurodzicy – parafia prawosławna w Ostrowiu Północnym, w dekanacie Sokółka diecezji białostocko-gdańskiej.
Na terenie parafii funkcjonują 3 cerkwie:
- cerkiew Zaśnięcia Najświętszej Maryi Panny w Ostrowiu Północnym – parafialna
- cerkiew św. Włodzimierza Wielkiego w Ostrowiu Południowym – cmentarna
- cerkiew Narodzenia św. Jana Chrzciciela w Starej Grzybowszczyźnie – filialna

## Historia

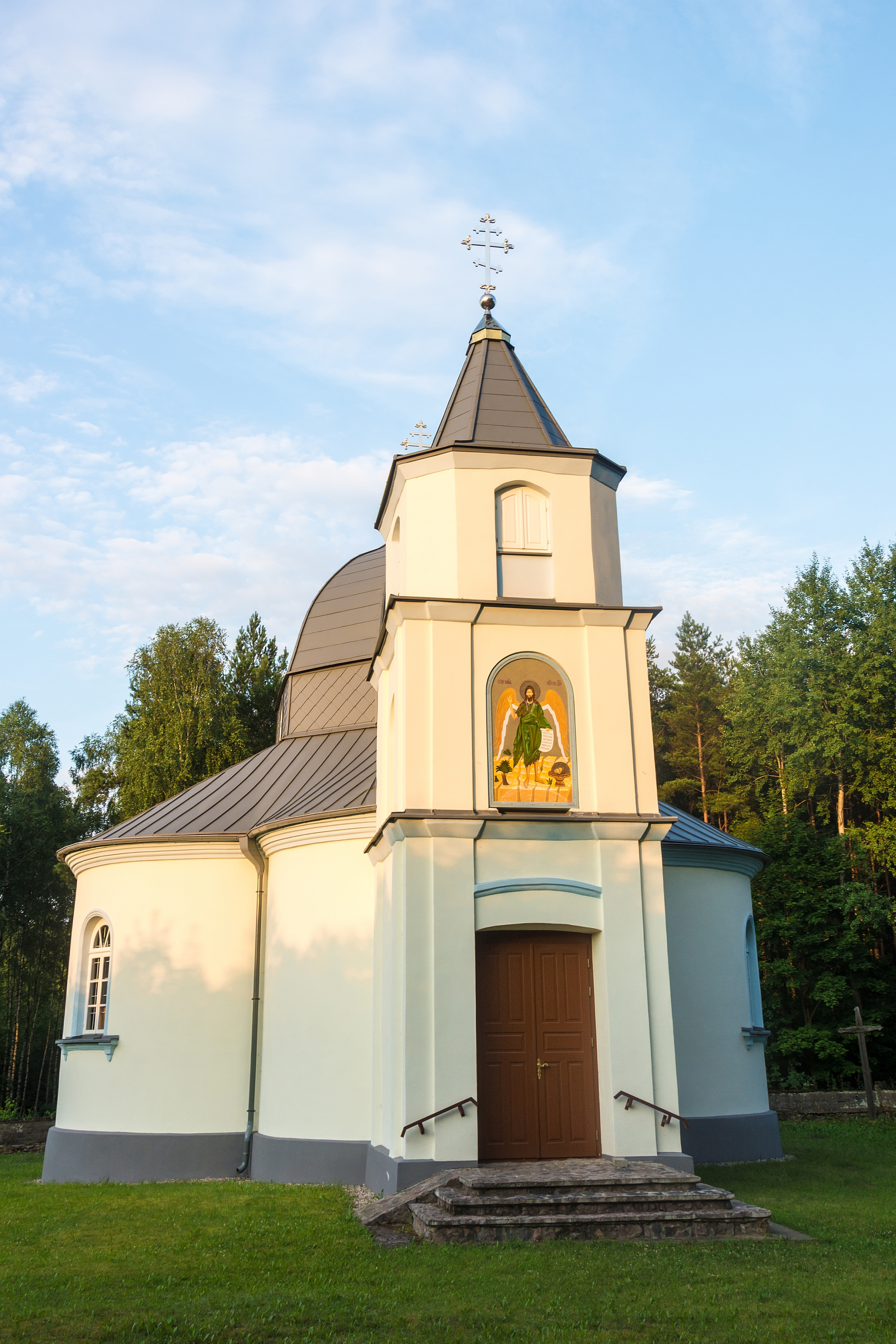
Cerkiew filialna Narodzenia św. Jana Chrzciciela w Starej Grzybowszczyźnie

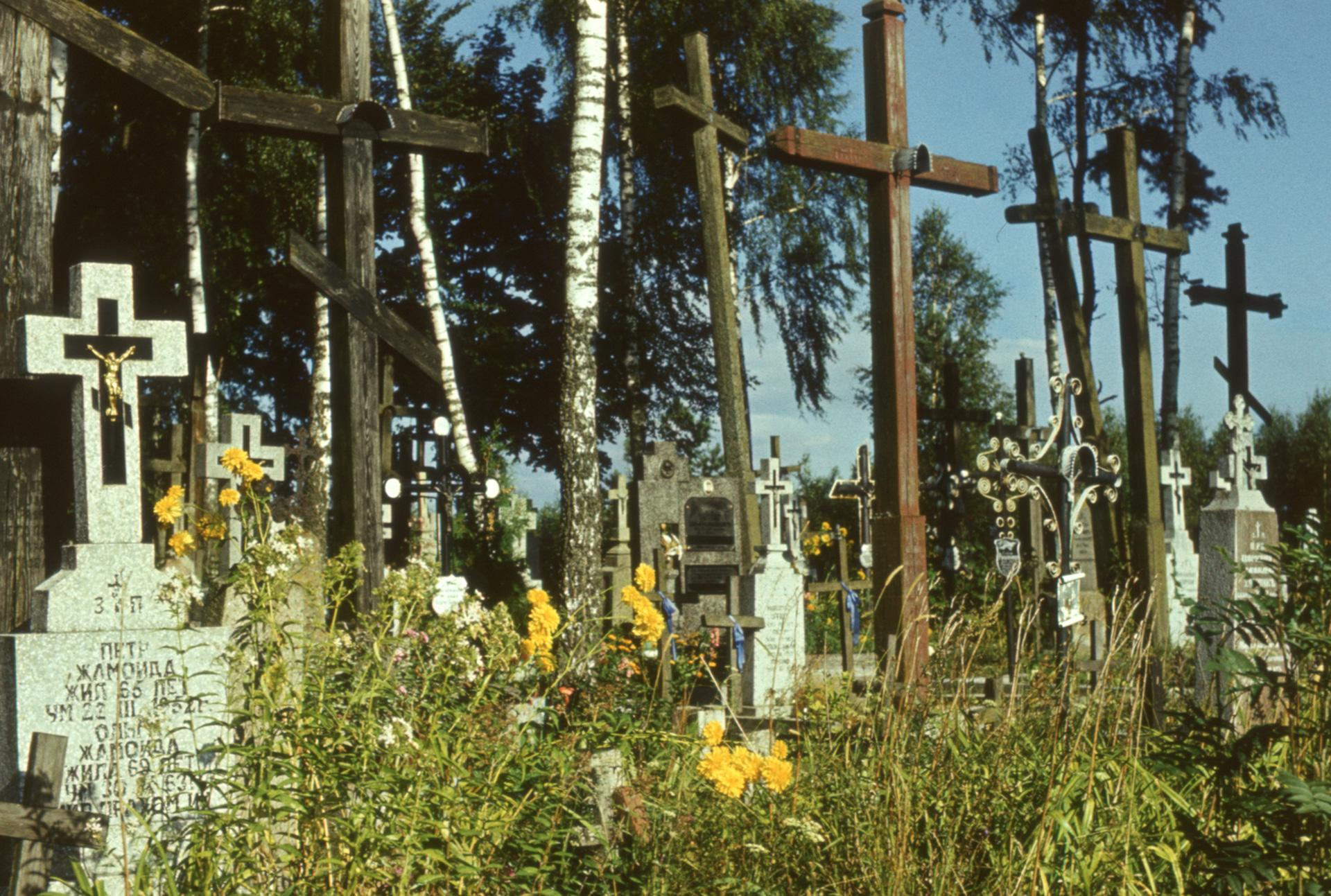
Cmentarz parafialny (zdjęcie z 1975 r.)

Najstarsza pisemna wzmianka o parafii, posiadającej dwie włóki ziemi i obsługiwanej przez duchownego z pomocnikiem  pochodzi z 1596.  
Z funkcjonującej  w latach 1800–1849 parafii unickiej w Supraślu (zlikwidowanej w 1849 r.) wsie należące do tej parafii rozdzielono pomiędzy okoliczne prawosławne parafie, w  tym m.in. w Ostrowiu.  Pierwszą świątynią parafialną była cerkiew św. Mikołaja, która spłonęła w latach 50. XIX w. Na jej miejscu wzniesiono w 1885 murowaną cerkiew Zaśnięcia Przenajświętszej Bogurodzicy. Pod koniec XIX w. parafia liczyła ponad 3700 wiernych zamieszkujących 22 wsie.
W 1900 z parafii ostrowskiej erygowano parafię w Szudziałowie (istniejącą do 1915). W 1903 otwarto szkołę parafialną, a w 1907 na cmentarzu w Ostrowiu Południowym wzniesiono cerkiew św. Włodzimierza. Działalność parafii przerwał wybuch I wojny światowej i udanie się ludności prawosławnej na bieżeństwo. W 1915 opustoszała cerkiew parafialna została przez Niemców wysadzona w powietrze.
Po odzyskaniu niepodległości przez Polskę parafia została reaktywowana; nabożeństwa odprawiano w cerkwi cmentarnej. W 1929 z inicjatywy Eliasza Klimowicza (założyciela nowego ugrupowania religijnego) wzniesiono cerkiew w pobliskiej Starej Grzybowszczyźnie; świątynię tę w czasie II wojny światowej władze niemieckie przekazały prawosławnym. W 1952 odbudowano cerkiew parafialną.
W 2014 parafia liczyła około 370 wiernych, zamieszkujących Ostrów Północny i 20 okolicznych wsi. Według innego źródła, w 2017 parafia liczyła 200 osób, zamieszkujących Ostrów Północny, Boratyńszczyznę, Górany, Klin, Leszczany, Nietupę, Nowe Trzciano, Nowinkę, Nowy Ostrów, Ostrówek, Ostrów Południowy, Poczopek, Rowek, Słójkę-Borowszczyznę, Starą Grzybowszczyznę, Studzionkę, Szudziałowo, Talkowszczyznę i Trzciano Stare.
27 października 2018 r. arcybiskup białostocki i gdański Jakub dokonał pełnego poświęcenia cerkwi cmentarnej.
5 kwietnia 2021 r. pod przewodnictwem Arcybiskupa Białostockiego i Gdańskiego Jakuba odbyło się uroczyste poświęcenie nowych dzwonów ostrowskiej Uśpieńskiej cerkwi, wykonanych w Ludwisarni Felczyńskich w Taciszowie  z inicjatywy ks. proboszcza mitrata Aleksandra Klimuka, obchodzącego w 2022 r. jubileusz 40-lecia posługi duszpasterskiej w Ostrowiu Północnym.

## Wykaz proboszczów
- 1835–? – ks. Szymon Paszkiewicz
- 1893–1895 – ks. Antoni Szymański
- 1897–1907 – ks. Antoni Sieliwinik
- 1907–1911 – ks. Włodzimierz Chomicz
- 1911–1915 – ks. Józef Siemaszko
- przerwa w działalności parafii (bieżeństwo)
- ?–1928    – ks. Józef Siemaszko
- 1928–1932 – ks. Antoni Sawicz
- 1932–1937 – ks. Michał Gaponik
- 1938–1940 – ks. Teodor Wybornow
- 1940–1948 – ks. Bazyli Siemientowski
- 1948–1955 – ks. Jan Bandałowski
- 1955–1957 – ks. Paweł Biełoboki
- 1958–1960 – ks. Mikołaj Potapczuk
- 1960–1969 – ks. Rafał Czystowski
- 1969–1974 – ks. Aleksander Mamczur
- 1974–1982 – ks. Andrzej Bierezowiec
- od 1982 – ks. Aleksander Klimuk[8]